# Store Gud, du är god
Store Gud, du är god är en psalm med text skriven 1901 av Josepha Gulseth och musik av okänd upphovsman. Texten översattes till svenska av Lewi Pethrus.

## Publicerad i
- Segertoner 1988 som nr 347 under rubriken "Fader, son och ande - Gud, vår Skapare och Fader".[1]